# Peruth Chemutai
Peruth Chemutai (Kapchorwa, 10 luglio 1999) è una siepista ugandese.

## Biografia
Ha esordito a livello internazionale nel 2015 ai Giochi del Commonwealth giovanili ad Apia, dove ha conquistato due medaglie d'argento nei 1500 e 3000 metri piani. Nel 2016 ha preso parte alla sua prima Olimpiade ai Giochi di Rio de Janeiro, che ha concluso con l'eliminazione in batteria nei 3000 metri siepi, stesso risultato ottenuto ai campionati del mondo di Londra 2017.
Nel 2018 ha conquistato la medaglia d'argento ai campionati del mondo under 20 di Tampere e nel 2019 si è classificata quinta ai campionati mondiali assoluti di Doha, in entrambi i casi nei 3000 metri siepi.
Nel 2021 ha preso parte ai Giochi olimpici di Tokyo, dove ha conquistato la medaglia d'oro nei 3000 metri siepi con il tempo di 9'01"45, nuovo record nazionale ugandese. Nel 2024 vince invece la medaglia d'argento ai Giochi olimpici di Parigi.

## Record nazionali
Seniores
- 3000 metri siepi: 8'48"03 ( Roma, 30 agosto 2024)

## Progressione

### 3000 metri siepi
| Stagione | Tempo    | Luogo          | Data      | Rank. Mond. |
| -------- | -------- | -------------- | --------- | ----------- |
| 2021     | 9'01"45  | Tokyo          | 4-8-2021  |             |
| 2020     | 9'53"75  | Nairobi        | 3-10-2020 |             |
| 2019     | 9'11"08  | Doha           | 30-9-2019 |             |
| 2018     | 9'07"94  | Monaco         | 20-7-2018 |             |
| 2017     | 9'27"72  | Shanghai       | 13-5-2017 |             |
| 2016     | 9'31"03  | Rio de Janeiro | 13-8-2016 |             |
| 2015     | 10'19"93 | Kampala        | 18-7-2015 |             |

## Palmarès
| Anno | Manifestazione                    | Sede           | Evento         | Risultato | Prestazione | Note                          |
| ---- | --------------------------------- | -------------- | -------------- | --------- | ----------- | ----------------------------- |
| 2015 | Giochi del Commonwealth giovanili | Apia           | 1500 m piani   | Argento   | 4'18"22     |                               |
| 2015 | Giochi del Commonwealth giovanili | Apia           | 3000 m piani   | Argento   | 9'20"20     |                               |
| 2016 | Mondiali U20                      | Bydgoszcz      | 3000 m siepi   | 7ª        | 9'49"29     |                               |
| 2016 | Giochi olimpici                   | Rio de Janeiro | 3000 m siepi   | Batteria  | 9'31"03     |                               |
| 2017 | Mondiali di cross                 | Kampala        | Corsa U20      | 7ª        | 19'29"      |                               |
| 2017 | Mondiali                          | Londra         | 3000 m siepi   | Batteria  | 9'43"04     |                               |
| 2018 | Mondiali U20                      | Tampere        | 3000 m siepi   | Argento   | 9'18"87     |                               |
| 2019 | Mondiali di cross                 | Aarhus         | Corsa seniores | 5ª        | 36'49"      |                               |
| 2019 | Mondiali                          | Doha           | 3000 m siepi   | 5ª        | 9'11"08     |                               |
| 2021 | Giochi olimpici                   | Tokyo          | 3000 m siepi   | Oro       | 9'01"45     | Record nazionale              |
| 2022 | Mondiali                          | Eugene         | 3000 m siepi   | 11ª       | 9'21"93     |                               |
| 2022 | Giochi del Commonwealth           | Birmingham     | 3000 m siepi   | Bronzo    | 9'23"24     |                               |
| 2023 | Mondiali                          | Budapest       | 3000 m siepi   | 7ª        | 9'10"26     | Miglior prestazione personale |
| 2023 | Mondiali corsa su strada          | Riga           | 5 km           | 23ª       | 16'09"      |                               |
| 2024 | Giochi panafricani                | Accra          | 3000 m siepi   | Argento   | 9'16"07     |                               |
| 2024 | Giochi olimpici                   | Parigi         | 3000 m siepi   | Argento   | 8'53"34     | Record nazionale              |

## Altre competizioni internazionali
2016
- 10ª allo Shanghai Golden Grand Prix ( Shanghai), 3000 m siepi - 9'31"34

2017
- 7ª allo Shanghai Golden Grand Prix ( Shanghai), 3000 m siepi - 9'27"72

2018
- 7ª allo Shanghai Golden Grand Prix ( Shanghai), 3000 m siepi - 9'22"94
- 6ª all'Herculis ( Monaco), 3000 m siepi - 9'07"94
- 7ª al Memorial Van Damme ( Bruxelles), 3000 m siepi - 9'13"58
- Argento al Golden Spike Ostrava ( Ostrava), 3000 m siepi - 9'16"89

2019
- Bronzo allo Shanghai Golden Grand Prix ( Shanghai), 3000 m siepi - 9'17"78
- 7ª ai Bislett Games ( Oslo), 3000 m siepi - 9'16"72
- 10ª al Prefontaine Classic ( Palo Alto), 3000 m siepi - 9'24"32

2021
- 8ª alla Doha Diamond League ( Doha), 3000 m siepi - 9'22"09

2022
- 4ª al Prefontaine Classic ( Eugene), 3000 m siepi - 9'05"54
- Oro alla CrossCup de Hannut ( Hannut) - 20'43"

2023
- 11ª al Doha Diamond League ( Doha), 3000 m siepi - 9'31"71
- Bronzo all'Athletissima ( Losanna), 3000 m siepi - 9'11"91
- 10ª alla Weltklasse Zürich ( Zurigo), 3000 m siepi - 9'23"79

2024
- Bronzo alla Xiamen Diamond League ( Xiamen), 3000 m siepi - 9'12"99
- Argento alla Shanghai Diamond League ( Suzhou), 3000 m siepi - 9'15"46
- Oro al Prefontaine Classic ( Eugene), 3000 m siepi - 8'55"32
- Argento al Golden Gala Pietro Mennea ( Roma), 3000 m siepi - 8'48"03
- Bronzo al Memorial Van Damme ( Bruxelles), 3000 m siepi - 9'07"60

2025
- Argento al Meeting de Paris ( Parigi), 3000 m siepi - 8'54"41
- Bronzo al Prefontaine Classic ( Eugene), 3000 m siepi - 8'51"77